# حوض سبوتنك
حوض سبوتنك ويدعى في الأصل Sputnik Planum ولاحقا Sputnik Planitia، واسمه مشتق من اسم القمر الصناعي الأول سبوتنك-1.

وهو حوض جليدي على كوكب بلوتو طوله 1050 كم وعرضه 800 كم، يشكل هذا الحوض القسم الغربي من منطقة التومبو ريغو (والتي تعرف أيضا بـ«قلب» بلوتو كما أسمتها ناسا ووسائل إعلام مختلفة). يتشكل الحوض في الأساس من جليد النيتروجين وأجزاء صغيرة من جليد أول أكسيد الكربون والميثان، وتجعل الحرارة على بلوتو التي تساوي 38 كيلفن (-235.2 درجة مئوية أو -391.3 فهرنهايت) جليد النيتروجين وأول أكسيد الكربون أكثر كثافة وأقل صلابة من جليد الماء ليطفو بالتالي متدفقا قدرالإمكان.

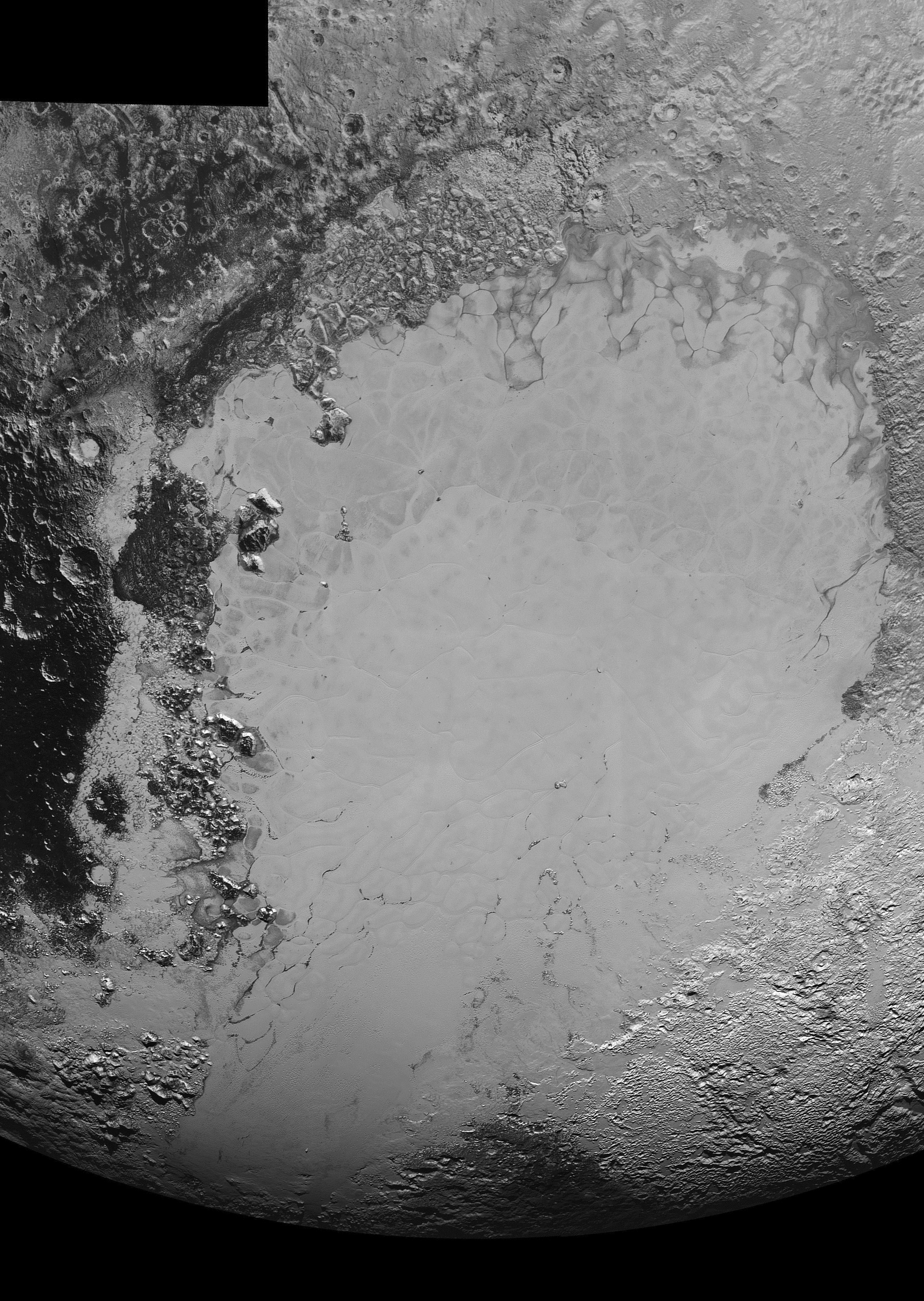
حوض سبوتنك كما صوره مسبار نيو هورايزونز